# Haweri

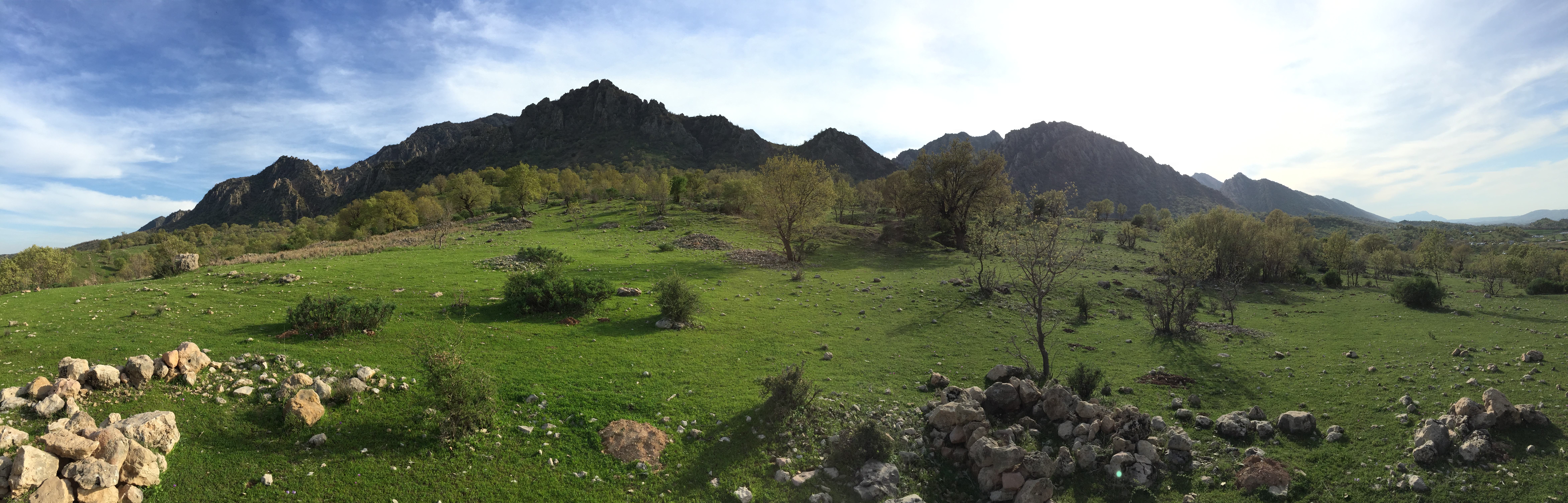
Umland von Derabun südlich von Zaxo

Die Haweri (kurmandschi Hawêrî) sind ein sehr großer jesidischer Stamm (Großfamilie) und existieren schon seit mindestens 800 Jahren. Die Haweris haben ihr Siedlungsgebiet überwiegend im Nordirak in der Region um Zaxo.

## Herkunft
Die Haweris  gehören der Religion des Jesidentums an. Sie lebten von ca. 1200 bis zum Ende des Osmanischen Reiches in den Regionen um Silopi und Cizira Botan in der heutigen Türkei, migrierten aber in den  benachbarten Irak anzusiedeln und ließen sich südlich von Zaxo in der Derabun-Gegend nieder. Schätzungen nach gibt es weltweit ca. 50.000–70.000 Haweris. Ein großer Teil lebt auch in Deutschland, überwiegend in den Bundesländern Nordrhein-Westfalen und Niedersachsen. Viele Haweris leben auch in Syrien, Armenien und der Türkei. 

## Unterstämme
Der Stamm der Haweris ist in folgende acht Unterstämme gegliedert:
- Beîlga
- îska
- Bilêska
- Tahlga
- Mazeka
- Shihabga
- Issaî
- Daloga

## Unterdrückung durch das Saddam-Regime
Die Haweris litten auch sehr unter der Unterdrückungspolitik des ehemaligen irakischen Diktators Saddam Hussein. Viele Haweris verloren durch das Saddam-Regime ihr Leben. Die Dörfer der Haweris wurden von Saddam Hussein zerstört, arabisiert und die Haweris wurden zwangsumgesiedelt.